# ستينشل

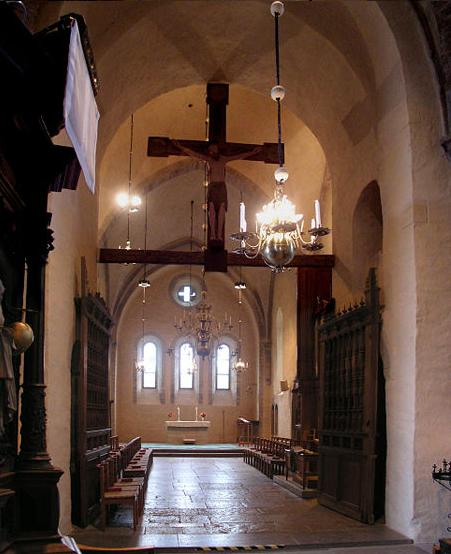
نوافذ في دير فيرتا تم إنشاؤها من قبل آل ستينشل.

ستينشل (بالسويدية: Stenkil، وبالنوردية القديمة: Steinkell) كان ملكاً للسويد امتد حكمه من حوالي عام 1060 إلى عام 1066. خلف إموند العجوز وأصبح أول ملك سويدي من آل ستينشل.، وكانت له قرابة مع السلالة السابقة عن طريق الزواج من ابنة إموند. كان يدعم تنصير السويد وكان يتعاون مع أساقفة مطرانية هامبورغ-بريمن. ولكن، ومع ذلك، فعندما أراد آدالفارد الأصغر تحطيم معبد أوبسالا، قام ستينشل بمنع آدالفارد؛ لأنه خشي من تمرد وثني. من الممكن أن المخاوف كان مبررة. وفقاً لملحمة هارفارار فإن إنغه الأكبر ابن ستينشل قد خُلع عن العرش، وتم نفيه؛ لأنه أراد إلغاء القرابين الوثنية عند المعبد.
كان يقيم ستينشل بشكلٍ أساسي في فستريوتلاند حيث لطالما ذُكِّر بأنه الملك الذي «أحب الغيت الغربيين قبل كل رعاياه الآخرين»، وأُشيد به كرامي سهام ذو شأن ولطالما كان محط أنظار الإعجاب.
العرف الذي يقول أن ستينشل كان محبوباً من قبل الغيت يظهر مدعماً بكتاب هايمسكرينغلا لمؤلفه سنوري سترلسون. في خطاب لثورفيد، المتحدث باسم القانون (رئيس القضاة) لفستريوتلاند قبل معركة مع هارالد هاردرادا، يصف فيه رئيس القضاة ولاء الغيت (شعب غوتلاند) لستينشل:
| ستينشل | رئيس قضاة شعب غوتلاند، ثورفيد، اعتلى ظهر حصان، و رُبط اللجام على وتدٍ قائمٍ في الرخاخ. و تفوقه بهذه الكلمات: "الرب يعلم أن لدينا العديد من الرجال الشجعان و الوسيمين، و سوف نجعل الملك ستينشل يسمع أننا وقفنا بجانب الإيرل الجيد بشجاعة. أنا متأكد من شيء واحد: بجب أن نتصرف بشجاعة ضد أولائك النورمان، إن هاجمونا؛ و لكن إذا شبابنا أفسحت المجال، و يجب أن لا يقفوا على هذا، فدعونا لا نهرب إلى أبعد من ذلك الجدول؛ و لكن إن توجب أن يفسحوا المجال، و أنا متأكد أنهم لن يفعلوا، فدعوها لا تكون أبعد من تلك التلة." | ستينشل |

وفقاً لأسطورة ستينشل فإنه تم دفه في «التل الملكي» الواقع في ليفنه في فستريوتلاند. كلا ابنيه هالستن وإنغه الأكبر أصبحا ملكين للسويد.
لدى ملحمة هارفارار الكثير لتخبره عن ستينشل:
| Steinkell hét ríkr maðr í Svíaríki ok kynstórr; móðir hans hét Ástríðr, dóttir Njáls Finnssonar ins skjálga af Hálogalandi, en faðir hans var Rögnvaldr inn gamli. Steinkell var fyrst jarl í Svíþjóð, en eptir dauða Eymundar konungs tóku Svíar hann til konungs. Þá gekk konungdómr ór langfeðgaætt í Svíþjóð inna fornu konunga. Steinkell var mikill höfðingi. Hann átti dóttur Eymundar konungs. Hann varð sóttdauðr í Svíþjóð nær því, er Haraldr konungr fell á Englandi. Ingi hét sonr Steinkels, er Svíar tóku til konungs næst eptir Hákon. | كان هنالك رجل من عائلةٍ نبيلة في السويد يُدعى ستينشل. أُمه تُدعى آستريد بنت نيال بن فين الأحول من هالوجالاند، والده كان يدعى روغنفالد العجوز. في البداية، ستينشل كان إيرل في السويد، ثم بعد وفاة إموند العجوز، انتخبه الشعب السويدي ملكاً لهم. ثم انتقل العرش من خط الملوك السويديين القدماء. ستينشل كان أميراً هائلاً. تزوج ابنة الملك إيموند. مات في سريره في السويد في غضون الفترة التي سقط فيها هارولد في إنجلترا. كان لدى ستينشل ابن يُدعى إنغي الذي أصبح ملكاً للسويد بعد هاكون. |  |

تصف ملحمة هارفارار ستينشل بأنه ابن لراغنفالد ولاحقاً قام مؤرخون بوصف هذا الأب بأنه راغنفالد أولفسون الذي كان إيرل ستارايا لاودوغا وحفيد الفايكنغ الأسطوري سكاغول توسته. ولكن هذا الربط الأسري المفترض غير مسنود بأي مصادر أخرى وبالتالي يجب أن يُعاد النظر فيه بما أنه غير مؤكد. تشير الملاحم الآيسلندية لزوجة وابنين لراغنفالد ولكن لا شيء مماثل لستينشل ولأمه آستريد.